# Mexico op het wereldkampioenschap voetbal 2018
Mexico is een van de deelnemende landen aan het Wereldkampioenschap voetbal 2018 in Rusland. Het is de zestiende deelname voor het land. Mexico werd in de achtste finale uitgeschakeld door Brazilië.

## Kwalificatie

### Kwalificatieduels

#### Vierde ronde
|                              |                                  |       |             |                                                                                           |
| 13 november 2015 20:00 UTC−6 | Mexico                           | 3 − 0 | El Salvador | Aztekenstadion, Mexico-Stad Toeschouwers: 35.000 Scheidsrechter: Walter López Castellanos |
| 13 november 2015 20:00 UTC−6 | Guardado 7' Herrera 42' Vela 64' |       |             | Aztekenstadion, Mexico-Stad Toeschouwers: 35.000 Scheidsrechter: Walter López Castellanos |

|                              |          |                     |        |                                                                                                |
| 17 november 2015 15:00 UTC−6 | Honduras | 0 − 2               | Mexico | Estadio Olímpico Metropolitano, San Pedro Sula Toeschouwers: 30.000 Scheidsrechter: John Pitti |
| 17 november 2015 15:00 UTC−6 |          | 67' Corona 72' Damm |        | Estadio Olímpico Metropolitano, San Pedro Sula Toeschouwers: 30.000 Scheidsrechter: John Pitti |

|                           |        |                                     |        |                                                                               |
| 25 maart 2016 19:08 UTC−7 | Canada | 0 − 3                               | Mexico | BC Place Stadium, Vancouver Toeschouwers: 54.798 Scheidsrechter: Kimbell Ward |
| 25 maart 2016 19:08 UTC−7 |        | 32' Hernández 40' Lozano 72' Corona |        | BC Place Stadium, Vancouver Toeschouwers: 54.798 Scheidsrechter: Kimbell Ward |

|                           |                                  |       |        |                                                                                 |
| 29 maart 2016 20:30 UTC−6 | Mexico                           | 2 − 0 | Canada | Aztekenstadion, Mexico-Stad Toeschouwers: 64.430 Scheidsrechter: Yadel Martínez |
| 29 maart 2016 20:30 UTC−6 | Guardado 17' (pen.) Corona 45+3' |       |        | Aztekenstadion, Mexico-Stad Toeschouwers: 64.430 Scheidsrechter: Yadel Martínez |

|                              |                  |       |                                             |                                                                                         |
| 2 september 2016 20:06 UTC−6 | El Salvador      | 1 − 3 | Mexico                                      | Estadio Cuscatlán, San Salvador Toeschouwers: 24.500 Scheidsrechter: Armando Villarreal |
| 2 september 2016 20:06 UTC−6 | Larín 24' (pen.) |       | 52' Moreno 58' Sepúlveda 73' (pen.) Jiménez | Estadio Cuscatlán, San Salvador Toeschouwers: 24.500 Scheidsrechter: Armando Villarreal |

|                              |        |       |          |                                                                              |
| 6 september 2016 21:00 UTC−5 | Mexico | 0 − 0 | Honduras | Aztekenstadion, Mexico-Stad Toeschouwers: 41.008 Scheidsrechter: Mark Geiger |
| 6 september 2016 21:00 UTC−5 |        |       |          | Aztekenstadion, Mexico-Stad Toeschouwers: 41.008 Scheidsrechter: Mark Geiger |

#### Eindstand Groep A
| Stand \| Pos. \| Land \| GW \| W \| G \| V \| DV \| DT \| DS \| Ptn \| \| ---- \| ----------- \| -- \| - \| - \| - \| -- \| -- \| --- \| --- \| \| 1 \| Mexico \| 6 \| 5 \| 1 \| 0 \| 13 \| 1 \| +13 \| 16 \| \| 2 \| Honduras \| 6 \| 2 \| 2 \| 2 \| 6 \| 6 \| 0 \| 8 \| \| 3 \| Canada \| 6 \| 2 \| 1 \| 3 \| 5 \| 8 \| −3 \| 7 \| \| 4 \| El Salvador \| 6 \| 0 \| 2 \| 4 \| 4 \| 13 \| −9 \| 2 \| |             |    |   |   |   |    |    |     |     |
| Pos. | Land        | GW | W | G | V | DV | DT | DS  | Ptn |
| 1 | Mexico      | 6  | 5 | 1 | 0 | 13 | 1  | +13 | 16  |
| 2 | Honduras    | 6  | 2 | 2 | 2 | 6  | 6  | 0   | 8   |
| 3 | Canada      | 6  | 2 | 1 | 3 | 5  | 8  | −3  | 7   |
| 4 | El Salvador | 6  | 0 | 2 | 4 | 4  | 13 | −9  | 2   |

#### Vijfde ronde
|                                |                  |       |                       |                                                                                        |
| 11 november 2016 20:01 (UTC−5) | Verenigde Staten | 1 − 2 | Mexico                | Mapfre Stadium, Columbus Toeschouwers: 24.650 Scheidsrechter: Walter López Castellanos |
| 11 november 2016 20:01 (UTC−5) | Wood 49'         |       | 20' Layún 89' Márquez | Mapfre Stadium, Columbus Toeschouwers: 24.650 Scheidsrechter: Walter López Castellanos |

|                                |        |       |        |                                                                                            |
| 15 november 2016 21:05 (UTC−5) | Panama | 0 − 0 | Mexico | Estadio Rommel Fernández, Panama-Stad Toeschouwers: 26.500 Scheidsrechter: Ricardo Montero |
| 15 november 2016 21:05 (UTC−5) |        |       |        | Estadio Rommel Fernández, Panama-Stad Toeschouwers: 26.500 Scheidsrechter: Ricardo Montero |

|                             |                         |       |            |                                                                             |
| 24 maart 2017 19:50 (UTC−6) | Mexico                  | 2 − 0 | Costa Rica | Aztekenstadion, Mexico-Stad Toeschouwers: 87.366 Scheidsrechter: John Pitti |
| 24 maart 2017 19:50 (UTC−6) | Hernández 7' Araujo 45' |       |            | Aztekenstadion, Mexico-Stad Toeschouwers: 87.366 Scheidsrechter: John Pitti |

|                             |                    |              |        |                                                                                             |
| 28 maart 2017 19:00 (UTC−4) | Trinidad en Tobago | 0 − 1        | Mexico | Hasely Crawford Stadium, Port of Spain Toeschouwers: 14.820 Scheidsrechter: Valdin Legister |
| 28 maart 2017 19:00 (UTC−4) |                    | 58' D. Reyes |        | Hasely Crawford Stadium, Port of Spain Toeschouwers: 14.820 Scheidsrechter: Valdin Legister |

|                           |                                   |       |          |                                                                               |
| 8 juni 2017 21:00 (UTC−6) | Mexico                            | 3 − 0 | Honduras | Aztekenstadion, Mexico-Stad Toeschouwers: 38.565 Scheidsrechter: Drew Fischer |
| 8 juni 2017 21:00 (UTC−6) | Alanís 35' Lozano 63' Jiménez 66' |       |          | Aztekenstadion, Mexico-Stad Toeschouwers: 38.565 Scheidsrechter: Drew Fischer |

|                            |          |       |                  |                                                                               |
| 11 juni 2017 19:30 (UTC−5) | Mexico   | 1 − 1 | Verenigde Staten | Aztekenstadion, Mexico-Stad Toeschouwers: 71.537 Scheidsrechter: Joel Aguilar |
| 11 juni 2017 19:30 (UTC−5) | Vela 23' |       | 6' Bradley       | Aztekenstadion, Mexico-Stad Toeschouwers: 71.537 Scheidsrechter: Joel Aguilar |

|                                |            |       |        |                                                                                           |
| 1 september 2017 20:35 (UTC−5) | Mexico     | 1 − 0 | Panama | Aztekenstadion, Mexico-Stad Toeschouwers: 37.835 Scheidsrechter: Walter López Castellanos |
| 1 september 2017 20:35 (UTC−5) | Lozano 53' |       |        | Aztekenstadion, Mexico-Stad Toeschouwers: 37.835 Scheidsrechter: Walter López Castellanos |

|                                |            |       |                   |                                                                                           |
| 5 september 2017 20:05 (UTC−6) | Costa Rica | 1 − 1 | Mexico            | Estadio Nacional de Costa Rica, San José Toeschouwers: 33.000 Scheidsrechter: Mark Geiger |
| 5 september 2017 20:05 (UTC−6) | Ureña 83'  |       | 42' (e.d.) Gamboa | Estadio Nacional de Costa Rica, San José Toeschouwers: 33.000 Scheidsrechter: Mark Geiger |

|                              |                                           |       |                    |                                                                                            |
| 6 oktober 2017 20:30 (UTC−5) | Mexico                                    | 3 − 1 | Trinidad en Tobago | Estadio Alfonso Lastras, San Luis Potosí Toeschouwers: 25.111 Scheidsrechter: Kimbell Ward |
| 6 oktober 2017 20:30 (UTC−5) | Lozano 78' J. Hernández 88' Herrera 90+4' |       | 66' Winchester     | Estadio Alfonso Lastras, San Luis Potosí Toeschouwers: 25.111 Scheidsrechter: Kimbell Ward |

|                               |                                      |       |                      |                                                                                                  |
| 10 oktober 2017 18:00 (UTC−6) | Honduras                             | 3 − 2 | Mexico               | Estadio Olímpico Metropolitano, San Pedro Sula Toeschouwers: 37.000 Scheidsrechter: Joel Aguilar |
| 10 oktober 2017 18:00 (UTC−6) | Elis 34' Ochoa 53' (e.d.) Quioto 60' |       | 17' Peralta 37' Vela | Estadio Olímpico Metropolitano, San Pedro Sula Toeschouwers: 37.000 Scheidsrechter: Joel Aguilar |

### Eindstand
| Pos. | Land             | GW | W | G | V | DV | DT | DS  | Ptn |
| ---- | ---------------- | -- | - | - | - | -- | -- | --- | --- |
| 1    | Mexico           | 10 | 6 | 3 | 1 | 16 | 7  | +9  | 21  |
| 2    | Costa Rica       | 10 | 4 | 4 | 2 | 14 | 8  | +6  | 16  |
| 3    | Panama           | 10 | 3 | 4 | 3 | 9  | 10 | −1  | 13  |
| 4    | Honduras         | 10 | 3 | 4 | 3 | 13 | 19 | −6  | 13  |
| 5    | Verenigde Staten | 10 | 3 | 3 | 4 | 17 | 13 | +4  | 12  |
| 6    | Trinidad en T.   | 10 | 2 | 0 | 8 | 7  | 19 | –12 | 6   |

## WK-voorbereiding

### Wedstrijden
|                                                   |                                  |       |                                     |                                                                                       |
| 10 november 2017 «onderlinge duels» 20:45 (UTC+1) | België                           | 3 – 3 | Mexico                              | Koning Boudewijnstadion, Brussel Toeschouwers: 43.000 Scheidsrechter: Paolo Mazzoleni |
| 10 november 2017 «onderlinge duels» 20:45 (UTC+1) | E. Hazard 17' R. Lukaku 55', 70' |       | 38' (pen.) Guardado 56', 60' Lozano | Koning Boudewijnstadion, Brussel Toeschouwers: 43.000 Scheidsrechter: Paolo Mazzoleni |

|                                                   |       |             |        |                                                                              |
| 13 november 2017 «onderlinge duels» 20:45 (UTC+1) | Polen | 0 – 1       | Mexico | PGE Arena Gdańsk, Gdańsk Toeschouwers: 32.736 Scheidsrechter: Oliver Drachta |
| 13 november 2017 «onderlinge duels» 20:45 (UTC+1) |       | 13' Jiménez |        | PGE Arena Gdańsk, Gdańsk Toeschouwers: 32.736 Scheidsrechter: Oliver Drachta |

|                                                  |           |       |                       |                                                                        |
| 31 januari 2018 «onderlinge duels» 20:00 (UTC−5) | Mexico    | 1 – 0 | Bosnië en Herzegovina | Alamodome, San Antonio (Verenigde Staten) Scheidsrechter: Jair Marrufo |
| 31 januari 2018 «onderlinge duels» 20:00 (UTC−5) | Ayala 65' |       |                       | Alamodome, San Antonio (Verenigde Staten) Scheidsrechter: Jair Marrufo |

|                                                |                             |       |         | |
| 24 maart 2018 «onderlinge duels» 03:30 (UTC+1) | Mexico                      | 3 – 0 | IJsland | Levi's Stadium, San Francisco (Verenigde Staten) Toeschouwers: 68.917 Scheidsrechter: Armando Villarreal |
| 24 maart 2018 «onderlinge duels» 03:30 (UTC+1) | Fabián 37' Layún 64', 90+1' |       |         | Levi's Stadium, San Francisco (Verenigde Staten) Toeschouwers: 68.917 Scheidsrechter: Armando Villarreal |

|                                                |        |                    |         | |
| 28 maart 2018 «onderlinge duels» 04:00 (UTC+2) | Mexico | 0 – 1              | Kroatië | AT&T Stadium, Dallas (Verenigde Staten) Toeschouwers: 79.128 Scheidsrechter: Mario Alberto Escobar |
| 28 maart 2018 «onderlinge duels» 04:00 (UTC+2) |        | 62' (pen.) Rakitić |         | AT&T Stadium, Dallas (Verenigde Staten) Toeschouwers: 79.128 Scheidsrechter: Mario Alberto Escobar |

|                                              |        |       |       |                                                                                                |
| 29 mei 2018 «onderlinge duels» 03:00 (UTC+2) | Mexico | 0 – 0 | Wales | Rose Bowl, Pasadena (Verenigde Staten) Toeschouwers: 82.345 Scheidsrechter: Armando Villarreal |
| 29 mei 2018 «onderlinge duels» 03:00 (UTC+2) |        |       |       | Rose Bowl, Pasadena (Verenigde Staten) Toeschouwers: 82.345 Scheidsrechter: Armando Villarreal |

|                                              |                   |       |           |                                                                                 |
| 3 juni 2018 «onderlinge duels» 03:00 (UTC+2) | Mexico            | 1 – 0 | Schotland | Aztekenstadion, Mexico-Stad Toeschouwers: 70.993 Scheidsrechter: Henry Bejarano |
| 3 juni 2018 «onderlinge duels» 03:00 (UTC+2) | G. dos Santos 13' |       |           | Aztekenstadion, Mexico-Stad Toeschouwers: 70.993 Scheidsrechter: Henry Bejarano |

|                                              |                         |       |        |                                                                             |
| 9 juni 2018 «onderlinge duels» 21:00 (UTC+2) | Denemarken              | 2 – 0 | Mexico | Brøndbystadion, Brøndby Toeschouwers: 16.376 Scheidsrechter: Kai Erik Steen |
| 9 juni 2018 «onderlinge duels» 21:00 (UTC+2) | Poulsen 71' Eriksen 74' |       |        | Brøndbystadion, Brøndby Toeschouwers: 16.376 Scheidsrechter: Kai Erik Steen |

## Het Wereldkampioenschap
Op 1 december 2017 werd er geloot voor de groepsfase van het Wereldkampioenschap voetbal 2018. Mexico werd samen met Duitsland, Zweden en Zuid-Korea ondergebracht in groep F en kreeg daardoor Moskou, Rostov aan de Don en Jekaterinenburg als speelsteden.

### Wedstrijden

#### Groepsfase
| Nr. | Land       | GW | W | G | V | DV | DT | DS | Ptn |
| --- | ---------- | -- | - | - | - | -- | -- | -- | --- |
| 1   | Zweden     | 3  | 2 | 0 | 1 | 5  | 2  | +3 | 6   |
| 2   | Mexico     | 3  | 2 | 0 | 1 | 3  | 4  | −1 | 6   |
| 3   | Zuid-Korea | 3  | 1 | 0 | 2 | 3  | 3  | 0  | 3   |
| 4   | Duitsland  | 3  | 1 | 0 | 2 | 2  | 4  | −2 | 3   |

|                                               |           |            |        |                                                                                          |
| 17 juni 2018 «onderlinge duels» 18:00 (UTC+3) | Duitsland | 0 – 1      | Mexico | Olympisch Stadion Loezjniki, Moskou Toeschouwers: 78.011 Scheidsrechter: Alireza Faghani |
| 17 juni 2018 «onderlinge duels» 18:00 (UTC+3) |           | 35' Lozano |        | Olympisch Stadion Loezjniki, Moskou Toeschouwers: 78.011 Scheidsrechter: Alireza Faghani |

| Duitsland | Mexico |

| Duitsland:     |    |                     |            |
|                |    |                     |            |
| GK             | 1  | Manuel Neuer        | Aanvoerder |
| RB             | 18 | Joshua Kimmich      |            |
| CB             | 17 | Jerome Boateng      |            |
| CB             | 5  | Mats Hummels        | 84'        |
| LB             | 2  | Marvin Plattenhardt | 79'        |
| CM             | 8  | Toni Kroos          |            |
| CM             | 6  | Sami Khedira        | 60'        |
| RW             | 13 | Thomas Müller       | 83'        |
| AM             | 10 | Mesut Özil          |            |
| LW             | 7  | Julian Draxler      |            |
| CF             | 9  | Timo Werner         | 86'        |
| Wisselspelers: |    |                     |            |
| FW             | 11 | Marco Reus          | 60'        |
| FW             | 23 | Mario Gómez         | 79'        |
| MF             | 20 | Julian Brandt       | 86'        |
| Coach:         |    |                     |            |
| Joachim Löw    |    |                     |            |

| Mexico:            |    |                 |     |
|                    |    |                 |     |
| GK                 | 13 | Guillermo Ochoa |     |
| RB                 | 3  | Carlos Salcedo  |     |
| CB                 | 2  | Hugo Ayala      |     |
| CB                 | 15 | Héctor Moreno   |     |
| LB                 | 23 | Jesús Gallardo  |     |
| CM                 | 18 | Andrés Guardado | 74' |
| CM                 | 16 | Héctor Herrera  |     |
| RW                 | 7  | Miguel Layún    |     |
| AM                 | 11 | Carlos Vela     | 58' |
| LW                 | 22 | Hirving Lozano  | 66' |
| CF                 | 14 | Chicharito      |     |
| Wisselspelers:     |    |                 |     |
| DF                 | 21 | Edson Álvarez   | 58' |
| FW                 | 9  | Raúl Jiménez    | 66' |
| DF                 | 4  | Rafael Márquez  | 74' |
| Coach:             |    |                 |     |
| Juan Carlos Osorio |    |                 |     |

Man van de wedstrijd:

 Hirving Lozano

Assistent-scheidsrechter:

 Reza Sokhandan

 Mohammadreza Mansouri

Vierde official:

 Mohammed Abdulla Mohamed

Videoscheidsrechters:

 Massimiliano Irrati

 Carlos Astroza (assistent)

 Wilton Sampaio (assistent)

 Mark Geiger (assistent)
|                                               |            |       |                               |                                                                                    |
| 23 juni 2018 «onderlinge duels» 21:00 (UTC+3) | Zuid-Korea | 1 – 2 | Mexico                        | Rostov Arena, Rostov aan de Don Toeschouwers: 43.472 Scheidsrechter: Milorad Mažić |
| 23 juni 2018 «onderlinge duels» 21:00 (UTC+3) | Son 90+3'  |       | 26' (pen.) Vela 66' Hernández | Rostov Arena, Rostov aan de Don Toeschouwers: 43.472 Scheidsrechter: Milorad Mažić |

|                                               |        |                                                          |        |                                                                                      |
| 27 juni 2018 «onderlinge duels» 19:00 (UTC+5) | Mexico | 0 – 3                                                    | Zweden | Centraal Stadion, Jekaterinenburg Toeschouwers: 33.061 Scheidsrechter: Néstor Pitana |
| 27 juni 2018 «onderlinge duels» 19:00 (UTC+5) |        | 50' Augustinsson 62' (pen.) Granqvist 74' (e.d.) Álvarez |        | Centraal Stadion, Jekaterinenburg Toeschouwers: 33.061 Scheidsrechter: Néstor Pitana |

#### Achtste finale
|                                              |                        |       |        |                                                                           |
| 2 juli 2018 «onderlinge duels» 18:00 (UTC+4) | Brazilië               | 2 – 0 | Mexico | Cosmos Arena, Samara Toeschouwers: 41.970 Scheidsrechter: Gianluca Rocchi |
| 2 juli 2018 «onderlinge duels» 18:00 (UTC+4) | Neymar 51' Firmino 88' |       |        | Cosmos Arena, Samara Toeschouwers: 41.970 Scheidsrechter: Gianluca Rocchi |

FMF · A-internationals · Selecties · Bondscoaches · Statistieken · Mexicaans vrouwenelftal · Olympisch elftal · Mexico U21 · Mexico U20 · Mexico U19 · Mexico U18 · Mexico U17
1920 – 1949 ·
1950 – 1969 ·
1970 – 1979 ·
1980 – 1989 ·
1990 – 1999 ·
2000 – 2009 ·
2010 – 2019 ·
2020 – 2029
Copa América 1993 ·
Copa América 1995 ·
Copa América 1997 ·
Copa América 1999 ·
Copa América 2001 ·
Copa América 2004 ·
Copa América 2007 ·
Copa América 2011 ·
Copa América 2015 · 
Copa América 2016
WK 1930 ·
WK 1950 ·
WK 1954 ·
WK 1958 ·
WK 1962 ·
WK 1966 ·
WK 1970 ·
WK 1978 ·
WK 1986 ·
WK 1994 ·
WK 1998 ·
WK 2002 ·
WK 2006 ·
WK 2010 ·
WK 2014 · 
WK 2018
OS 1928 ·
OS 1948 ·
OS 1964 ·
OS 1968 ·
OS 1972 ·
OS 1976 ·
OS 1992 ·
OS 1996 ·
OS 2004 ·
OS 2012 ·
OS 2016 ·
OS 2020
1923 ·
1924–1927 ·
1928 ·
1929 ·
1930 ·
1931–1933 ·
1934 ·
1935 ·
1936 ·
1937 ·
1938 ·
1939–1946 ·
1947 ·
1948 ·
1949 ·
1950 ·
1951 ·
1952 ·
1953 ·
1954 ·
1955 ·
1956 ·
1957 ·
1958 ·
1959 ·
1960 ·
1961 ·
1962 ·
1963 ·
1964 ·
1965 ·
1966 ·
1967 ·
1968 ·
1969 ·
1970 · 
1971 · 
1972 · 
1973 · 
1974 · 
1975 · 
1976 · 
1977 · 
1978 · 
1979 · 
1980 · 
1981 · 
1982 · 
1983 · 
1984 · 
1985 · 
1986 · 
1987 · 
1988 · 
1989 · 
1990 · 
1991 · 
1992 · 
1993 · 
1994 · 
1995 · 
1996 · 
1997 · 
1998 · 
1999 · 
2000 · 
2001 · 
2002 · 
2003 · 
2004 · 
2005 · 
2006 · 
2007 · 
2008 · 
2009 · 
2010 · 
2011 · 
2012 · 
2013 · 
2014 · 
2015 · 
2016 ·
2017 ·
2018 ·
2019 ·
2020 ·
2021 ·
2022 ·
2023
Albanië ·
Algerije ·
Angola ·
Argentinië ·
Australië ·
België ·
Belize ·
Bermuda ·
Bolivia ·
Bosnië en Herzegovina ·
Brazilië ·
Bulgarije ·
Canada ·
Chili ·
China ·
Colombia ·
Congo-Kinshasa ·
Costa Rica ·
Cuba ·
Curaçao ·
DDR ·
Denemarken ·
Dominica ·
Duitsland ·
Ecuador ·
Egypte ·
El Salvador ·
Engeland ·
Estland ·
Fiji ·
Finland ·
Frankrijk ·
Gambia ·
Ghana ·
Griekenland ·
Guatemala ·
Guyana ·
Haïti ·
Honduras ·
Hongarije ·
Ierland ·
IJsland ·
Irak ·
Iran ·
Israël ·
Italië ·
Ivoorkust ·
Jamaica ·
Japan ·
Joegoslavië ·
Kameroen ·
Kroatië ·
Liberia ·
Luxemburg ·
Marokko ·
Martinique ·
Nederland ·
Nederlandse Antillen ·
Nicaragua ·
Nieuw-Zeeland ·
Nigeria ·
Noord-Ierland ·
Noord-Korea ·
Noorwegen ·
Oekraïne ·
Oezbekistan ·
Panama ·
Paraguay ·
Peru ·
Polen ·
Portugal ·
Qatar ·
Roemenië ·
Rusland ·
Saint Kitts en Nevis ·
Saint Vincent en de Grenadines ·
Saoedi-Arabië ·
Schotland ·
Senegal ·
Servië ·
Slovenië ·
Slowakije ·
Sovjet-Unie ·
Spanje ·
Suriname ·
Trinidad en Tobago ·
Tsjechië ·
Tsjecho-Slowakije ·
Tunesië ·
Uruguay ·
Venezuela ·
Verenigde Staten ·
Wales ·
Wit-Rusland ·
Zuid-Afrika ·
Zuid-Korea ·
Zweden ·
Zwitserland
Angola (2006) ·
Argentinië (2006) ·
Brazilië (1999) ·
Brazilië (2014) ·
Brazilië (2018) ·
Duitsland (2018) ·
Frankrijk (2010) ·
Iran (2006) ·
Kameroen (2014) ·
Kroatië (2014) ·
Nederland (2014) ·
Portugal (2006) ·
Uruguay (2010) ·
Zuid-Afrika (2010) ·
Zuid-Korea (2018) ·
Zweden (2018)